# Kościół Wniebowzięcia Najświętszej Maryi Panny w Bruntálu
Kościół Wniebowzięcia Najświętszej Maryi Panny (cz. Kostel Nanebevzetí Panny Marie) – świątynia chrześcijańska w Bruntálu, w Czechach, siedziba parafii rzymskokatolickiej.

## Historia
Kościół został zbudowany w XIII wieku, początkowo nosił wezwanie św. Wacława. Powstał gotycki, trójnawowy kościół halowy. W XV wieku kościół pokryto renesansowymi ozdobami. W latach 1729–1731 dobudowywane były 2 kaplice boczne od północy oraz południa o wezwaniach Maryi Panny i św. Krzyża. Kościół spłonął dwukrotnie, w 1749 oraz 1764 roku. Podczas odbudowy podwyższono wieżę oraz dodano elementy barokowe. 

## Galeria

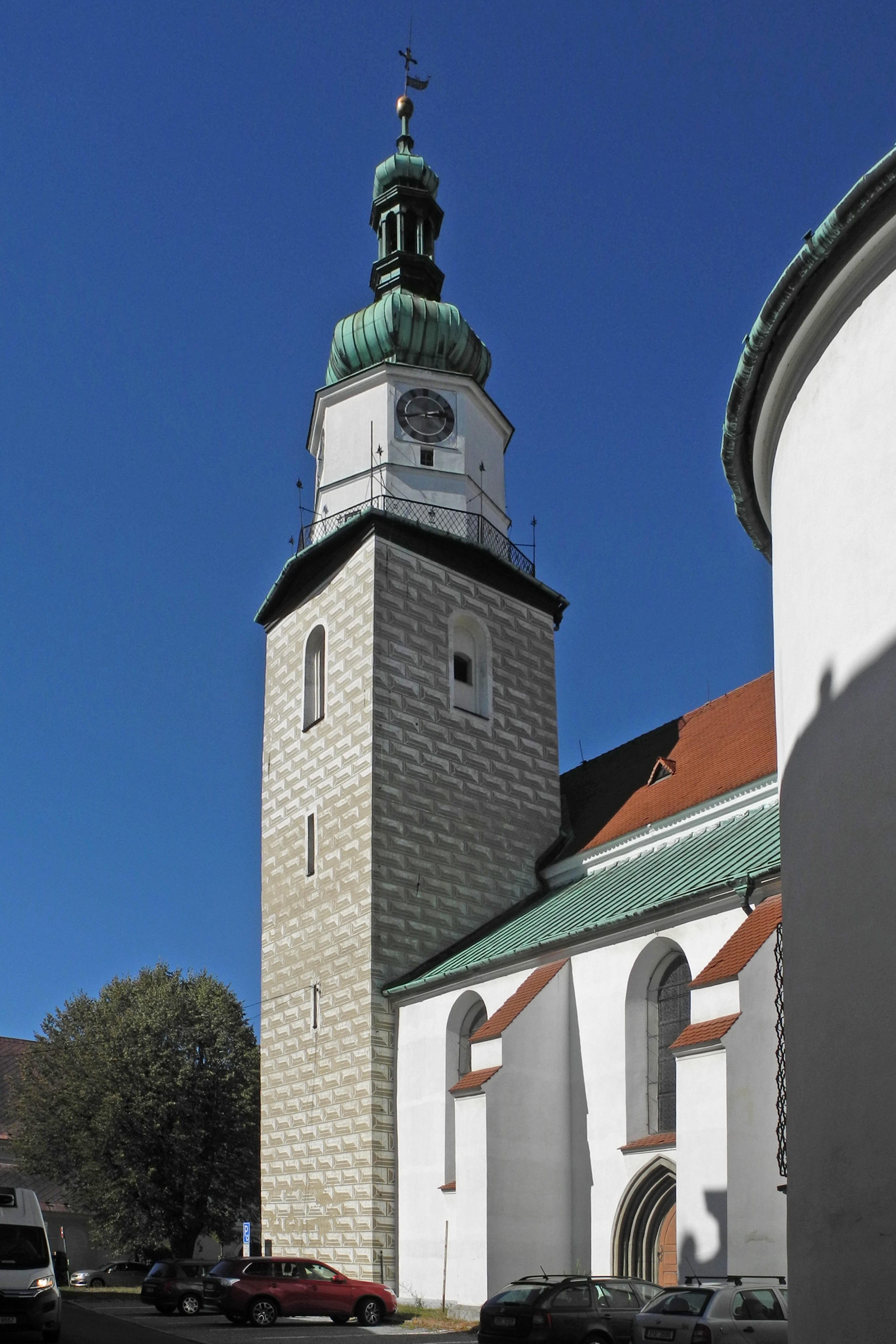
Ściana południowa oraz wieża
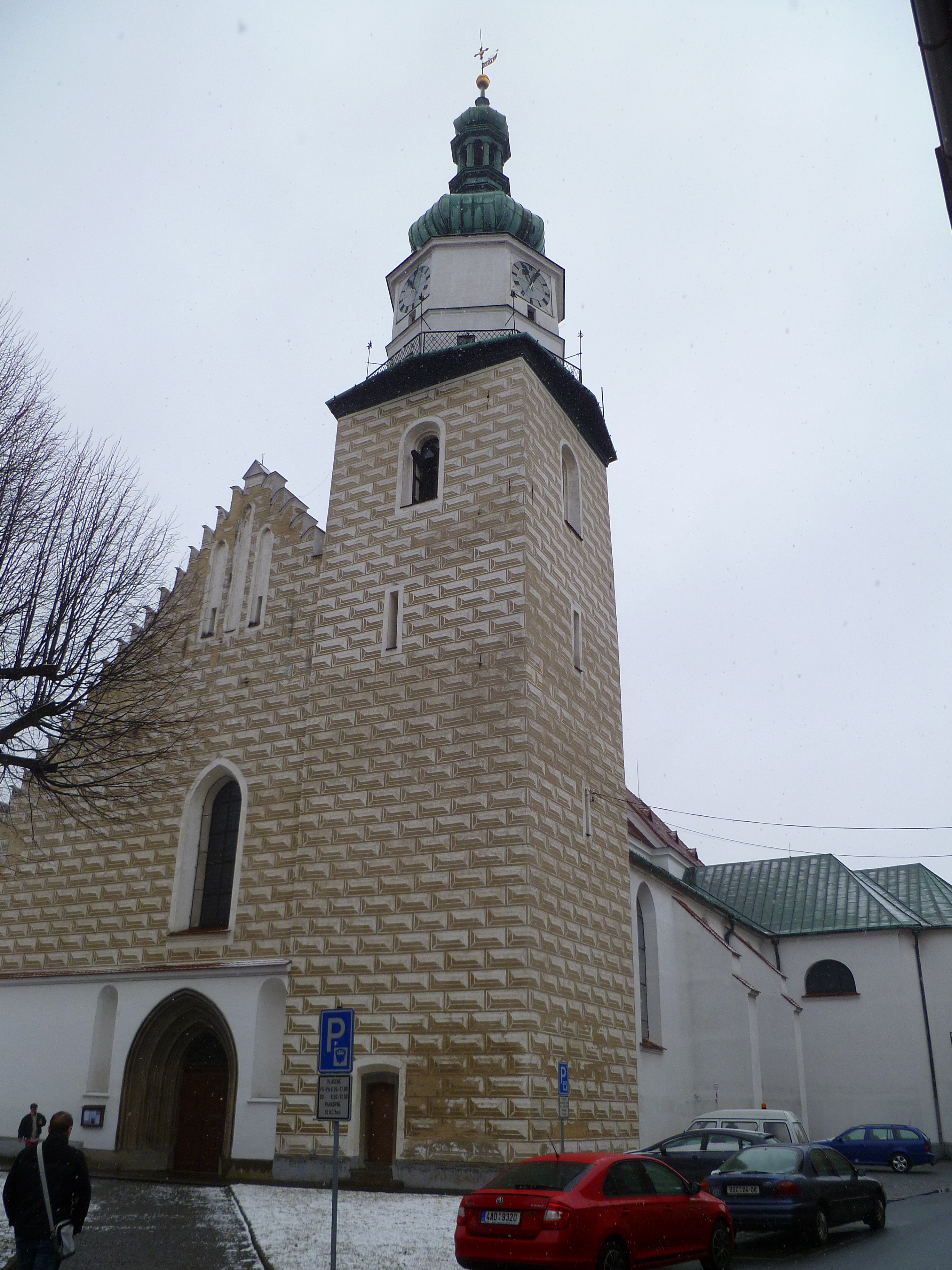
Fasada
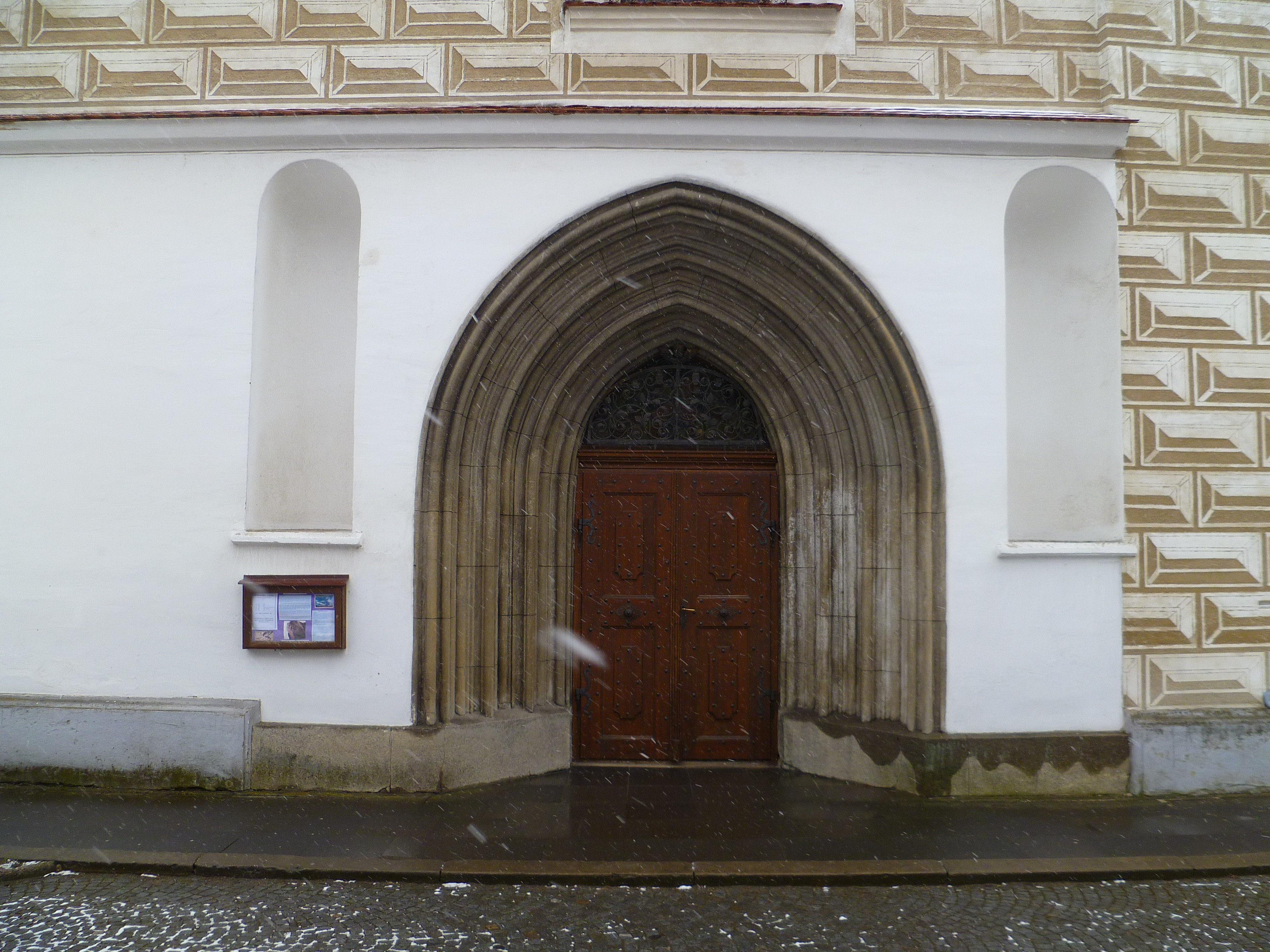
Wejście
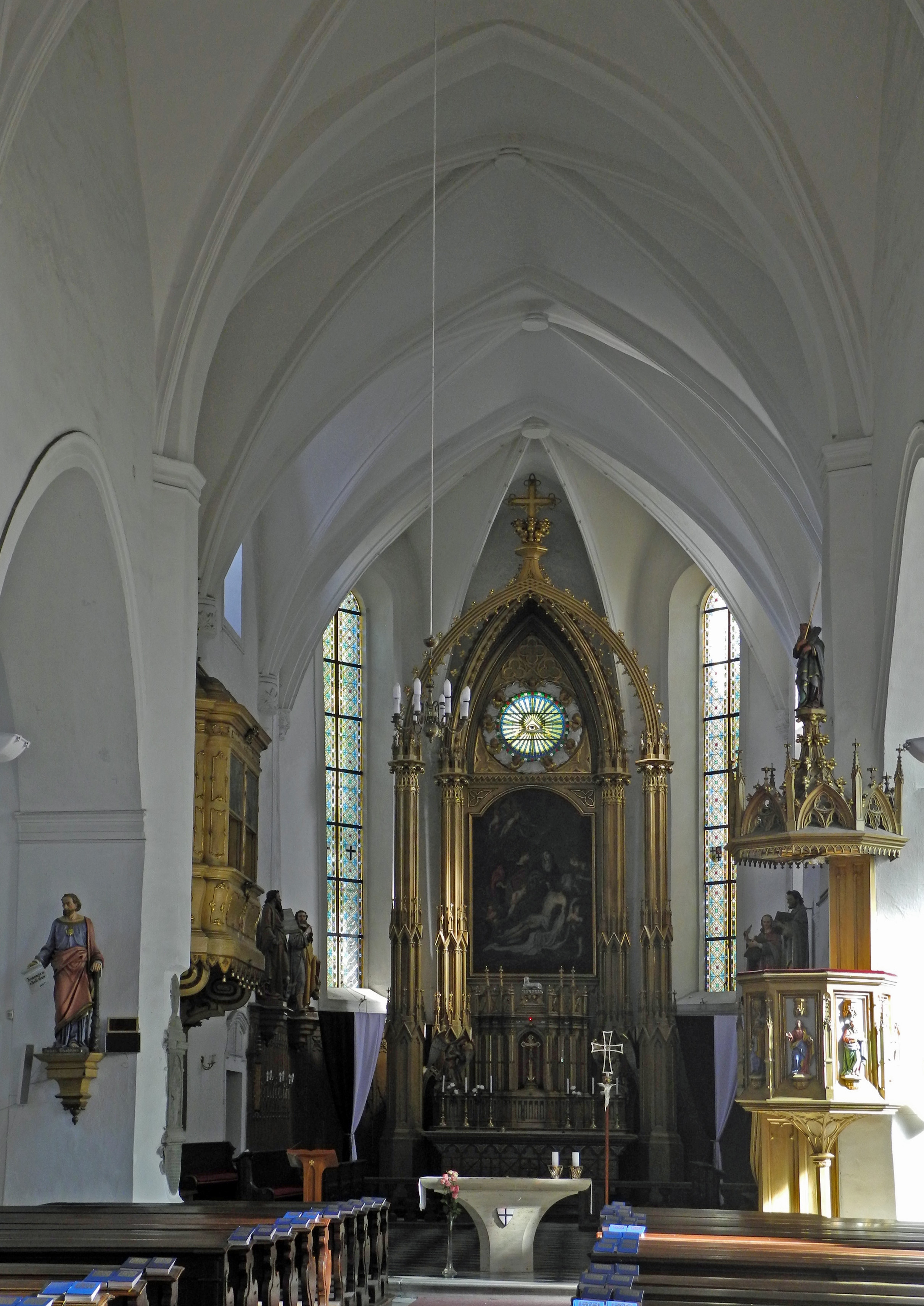
Wnętrze
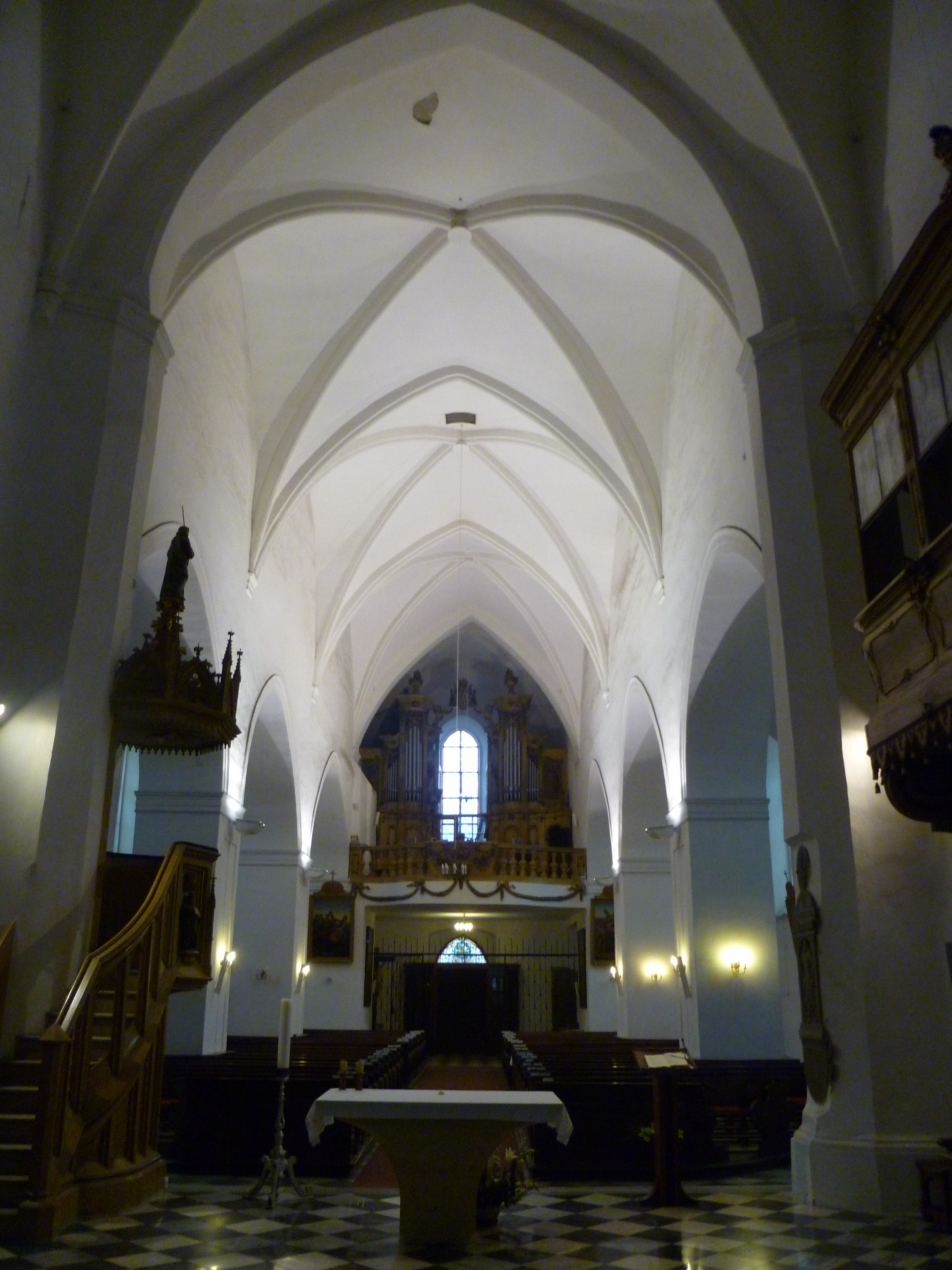
Wnętrze - widok z prezbiterium